# Pyura subuculata
Pyura subuculata är en sjöpungsart som först beskrevs av Sluiter 1900.  Pyura subuculata ingår i släktet Pyura och familjen lädermantlade sjöpungar. Inga underarter finns listade i Catalogue of Life.